# Пол Екман
Пол Екман (Вашингтон, 15. фебруар 1934) je амерички психолог.

## Биографија
Рођен је у Вашингтону 1934. године. Није ни завршио средњу школу, а већ је са петнаест година уписао основне трогодишње студије на Универзитету у Чикагу. Након тога је на Универзитету у Њујорку, а затим неколико година касније на Универзитету Аделфи докторирао клиничку психологију. Као студент, занимао се за истраживања везана за групну терапију и желео да постане терапеут.
Пол Екман је познат по испитивањима микроизраза, а до сазнања о микро-фацијалним експресијама је дошао кренувши управо од проучавања осећања и емоција. Микро изрази су откривени 1966. године од стране психолога Хагарда и Исака у истраживањима назнака невербалне комуникације. У његово време није био развијен никакав поступак за мерење покрета лица. Надовезавши се на радове и открића Хагарда и Исака, Екман је почео да формира систем проучавања микроекспресија.
Провео је године путујући по свету и фотографишући изразе људи различитих раса и узраста. У истраживањима је обишао многе земље по свим континентима, а највише је радио у Папуи Новој Гвинеји, у Океанији, где живи око 1000 различитих културних група и где се говори преко 700 језика.
Почевши да истражује осећања, Екман је посматрао гестове и положај тела, те је тако стигао до проучавања понашања лица. За његов рад су били кључни снимци које је могао да направи, а касније прегледава, упоређује и подробније проучава. Око 1966. године, док је радио у болници, Екман је снимао све своје пацијенте бележећи дванаестоминутне разговоре. Прегледавајући снимке, по први пут је приметио микроекспресију која се јавила код једне пацијенткиње која је све време пред камером лагала.
Пол Екман је анализом установио да постоји седам осећања којима одговарају одређене опште микроекспресије лица дугачке двадесетпетину или чак петнаестину једне секунде, а то су: бес, страх, презир, гађење, туга, изненађење, и срећа. У свом истраживању "Универзале и културолошке разлике у проценама израза емоција на лицу" увео је презир који се до тада поистовећиван са гађењем.